# Anthauptenalm
Die Anthauptenalm (auch: Anthaupten-Alm, Andhaupten-Alm, Landhaupten-Alm) ist eine Alm im nordwestlichen Teil des Lattengebirges auf dem Gebiet der Gemarkung Jettenberger Forst der Gemeinde Schneizlreuth im Landkreis Berchtesgadener Land.
Der Kaser und die Diensthütte der Anthauptenalm stehen unter Denkmalschutz und sind unter der Nummer D-1-72-131-41 in die Bayerische Denkmalliste eingetragen.

## Baubeschreibung
Beim Kaser der Anthauptenalm, dem sog. Wastlkaser, handelt es sich um einen eingeschossigen, überkämmten Kant- und Rundholzblockbau mit vorkragendem Flachsatteldach und einem Steinsockel. Die Anthauptenalm-Diensthütte ist ein zweigeschossiger, überkämmter und verschindelter Blockbau mit Satteldach und Bruchsteinsockel. Beide Gebäude sind im ersten Viertel des 20. Jahrhunderts entstanden.

## Geschichte
Erstmals wurde die Anthauptenalm im Jahr 1385 erwähnt. Zwei der drei Gebäude wurden im ersten Viertel des 20. Jahrhunderts errichtet, der Egglerkaser brannte in den 1960er Jahren ab und wurde daraufhin neu errichtet.
Die Anthauptenalm wird heute immer noch landwirtschaftlich genutzt, in den Sommermonaten ist die Alm bewirtet. Einmal im Jahr findet ein Gottesdienst, die sog. Almmesse, auf der Alm statt.

## Lage
Die Anthauptenalm ist eine Hochalm und liegt auf 1240 m ü. NHN. Zur Alm führt von Baumgarten über die Röthelbachalm eine Forststraße, weshalb die Anthauptenalm auch für Mountainbiker gut zu erreichen ist. Der Aufstieg zur Alm erfolgt zu Fuß entweder von Baumgarten oder von der Schwarzbachwacht aus. Der 1287 m ü. NHN hohe Vogelspitz liegt nördlich der Alm und ist von dort aus zu Fuß in 15 Minuten zu erreichen.